# ユタ・スターズ
ユタ・スターズ (Utah Stars) は、アメリカ合衆国に存在したABAのバスケットボールチームである。
1967年にカリフォルニア州アナハイムでアナハイム・アミーゴズとして設立した。1968年にロサンゼルス・スターズとなり、1970年にユタ州ソルトレイクシティに移転しユタ・スターズとなった。
ユタ・スターズは1970年から1975年-1976年のシーズン中の1975年12月まで存続した。スターズは1970年-1971年のシーズンにABAチャンピオンシップをケンタッキー・カーネルズと戦い、4勝3敗で優勝した。また1973年-74年のシーズンにも再びABAチャンピオンシップゲームに出場して1勝4敗でニューヨーク・ネッツに敗退した。
スターズはABAの歴史上、最も成功したチームの1つと広く考えられている。またABAの中で最もファンのサポートがあると知られていたが、1975年に解散した。1970年から1975年の間に、スターズは265勝171敗(勝率.608)でこれはABAのリーグで2年以上プレイしたチームの中では最高勝率であった。プロバスケットボールチームがソルトレイクシティに帰ってくるのは1979年にニューオーリンズ・ジャズが移転するときまで待つこととなった。

## ABAチャンピオンシップゲーム
ソルトレイクシティでの最初のシーズン、スターズは57勝27敗でインディアナ・ペイサーズに次いでウェスタン・ディビジョン2位だった(1ゲーム差）。ウェスタン・ディビジョンファイナルでスターズはテキサス・チャパラルズを一蹴した後、インディアナ・ペイサーズとのウェスタン・ディビジョン決勝を7戦で勝ちあがり、ABAチャンピオンシップゲームに出場した。
スターズの対戦相手はケンタッキー・カーネルズだった。第1戦はソルトレイクシティで行われ、スターズが136-117でカーネルズをやぶった。スターズはABAのプレイオフ新記録となる50得点を第2クォーターあげた。第2戦はハイスコアのゲームが続き、138-125でカーネルズをやぶった。シリーズは第3戦、第4戦、ケンタッキー州ルイビルに移り、2勝2敗のタイになった。第5戦は再びソルトレイクシティに戻り137-127で勝ち、3勝2敗とリードした。 スターズは第6戦ルイビルで勝てばABAチャンピオンとなったが105-102で敗れてソルトレイクシティで行われる第7戦へと持ち越された。
ABAチャンピオンシップゲーム最高の13,260人が集まった。僅差のゲームが続いたが最終的に131-121でスターズが勝利、優勝を決めた。ゲームが終了すると数百人のファンがコートに突入して選手たちを肩にかついで歓喜した。ファンのそうした行動はチームにとって予期せぬものでチーム関係者は非常に驚いた。

## 備考
- 現在は現行の同名リーグであるABAのロサンゼルス・アフターショックが、スターズの流れをくんで運営している。